# Douzens
Douzens – miejscowość i gmina we Francji, w regionie Oksytania, w departamencie Aude. Przez gminę przepływa rzeka Aude. 
Według danych na rok 1990 gminę zamieszkiwały 554 osoby, a gęstość zaludnienia wynosiła 37 osób/km² (wśród 1545 gmin Langwedocji-Roussillon Douzens plasuje się na 491. miejscu pod względem liczby ludności, natomiast pod względem powierzchni na miejscu 535.).